# Чистое золото
Чистое золото (исп. Oro Fino) — испанская драма 1989 года режиссёра Хосе Антонио де ла Лома с Джейн Бэдлер и Стюартом Грейнджером в главных ролях. Последнее появление Грейнджера на большом экране. Сюжет рассказывает о вражде между двумя винодельческими семьями.

## В ролях
- Джейн Бэдлер — Джулия
- Ллойд Бохнер — Дон Педро
- Стюарт Грейнджер — Дон Мигель
- Эндрю Стивенс — Майкл
- Тед Васс — Андре